# Oenoptila transitaria
Oenoptila transitaria är en fjärilsart som beskrevs av Achille Guenée 1858. Oenoptila transitaria ingår i släktet Oenoptila och familjen mätare. Inga underarter finns listade i Catalogue of Life.